# 마이클 위글스워스
마이클 위글스워스(Michael Wigglesworth; 1631년 - 1705년) 청교도 목사이며 시인이다. 그의 작품인 '최후 심판의 날( The Day of Doom)'과 '뉴잉글랜드와 하나님의 논쟁 ( God's Controversy with New England )으로 유명하다. 그의 작품은 하나님이 뉴잉글랜드를 버리는 것이 아닐까 하는 두려움이 담겨 있다. 칼빈주의의 전적 부패교리를 담은 이 작품은 그의 인생에서 경험한 것으로 그 당시 17세기에 있던 끊이지 않는 재앙과 그들이 갖고 있는 번뇌를 담아 내었다.
| “ | 나는 50년 이상을 하나님과의 영적 삶을 바르게 유지하는데 함께 노력해 왔다. 그리고 나는 하나님께 감사드린다. 나는 지금 그 안에서 위로를 발견한다. | ” |

 (그의 장례식에서 인크리스 매더에게 한 말)